# Février 1701

## Évènements

### France
- 1er février, Louis XIV dans ses lettres patentes le droit de Philippe V à succéder à la couronne de France. Début de la guerre de Succession d'Espagne.
- 5-6 février : Les troupes françaises chassent les Hollandais des Pays-Bas espagnols.
- 11 février : François II Rákóczi et Louis XIV de France commencent les négociations à propos de la lutte pour l'indépendance hongroise.
- 15 février : Première représentation des Folies amoureuses de Jean-François Regnard.
- 18 février : Philippe d’Anjou, petit-fils de Louis XIV entre à Madrid. Il refuse d’assister à un autodafé organisé en son honneur.
- 18 février : Mesure de l'altitude du pic de Saint-Barthélemy par l'expédition de Giovanni Domenico Cassini.
- 20 février : Alexandre Vaultier de Moyencourt, futur gouverneur de Guadeloupe, épouse Marie-Anne de La Croix à Pont-l'Abbé.
- 21 février : Louis de Sacy entre à l'Académie française.

### Grande-Bretagne
- 4 février : première de The Unhappy Penitent de Catharine Trotter au Théâtre royal de Drury Lane.
- 10 février : Le Parlement anglais vote l'Acte d'établissement excluant les catholiques du trône anglais, Jacques Stuart au premier chef.
- 21 février : naufrage du HMS Roebuck avec à son bord William Dampier, boucanier anglais, près de l'île de l'Ascension.
- William Whiston devient l'assistant de Newton.
- Robert Drury, navigateur anglais, embarque sur le Deagrave, voyage au cours duquel il restera captif à Madagascar pendant quinze ans.
- Libération de Henry Nevil Payne, dramaturge et agitateur catholique écossais, dernier prisonnier politique à être torturé en Angleterre.

### Provinces-Unies
- 22 février : Les Provinces-Unies reconnaissent Philippe V comme roi d'Espagne.

### Lituanie
- Nouvelle alliance entre Auguste II de Pologne et le tsar Pierre Ier de Russie à Birze contre leur adversaire suédois.

## Naissances et décès
- 1er février : naissance à Östergötland de Johan Agrell, compositeur baroque allemand.
- 9 février : une des dates possibles du décès de Daniel Tauvry, médecin et anatomiste français.
- 15 février : décès de François de Clermont-Tonnerre, comte de Noyon.
- décès de Äeneas de Caprara, maréchal autrichien, lors de la guerre de la Ligue d'Augsbourg.
- décès en Algérie de Miguel de Barrios, poète espagnol.